# Izabela Zając
Iza Zając (ur. 25 lipca 1962 w Katowicach) − polska wokalistka jazzowa.
Edukację muzyczną rozpoczęła od nauki gry na fortepianie marząc o karierze pianistki. W szkole średniej zainteresowała się jednak wokalistyką jazzową i rozpoczęła studia na Wydziale Jazzu i Muzyki Rozrywkowej w Katowicach.
Jak sama przyznaje, swój styl jazzowy kształtowała pod wpływem Elli Fitzgerald, Sary Vaughan, Betty Carter i Dee Dee Bridgewater.
Już podczas studiów zdobywała wyróżnienia na festiwalach jazzowych (w 1984 roku): Old Jazz Meeting "Złota Tarka" w Warszawie oraz Międzynarodowe Spotkania Wokalistów Jazzowych w Zamościu.
Występuje na koncertach i festiwalach: Jazz Festival Bratysława, Jazz Jamboree, Sopot Jazz Festiwal oraz wspomniany powyżej Old Jazz Meeting, jak również i w klubach jazzowych. Nagrywa dla Polskiego Radia i Telewizji.
W 1999 roku z okazji jubileuszu stulecia urodzin Duke'a Ellingtona nagrała wspólnie z zespołem instrumentalistów autorską płytę zatytułowaną Iza Sings Duke, do której aranżację wykonał pianista jazzowy Jarosław Małys.
W 2001 roku płyta Piosenki dla Armstronga była nominowana do Fryderyka w kategorii Jazzowy Album Roku, zaś sama artystka w kategorii Jazzowy Muzyk Roku.
Występuje również na deskach Teatru Muzycznego Roma w Warszawie, gdzie gra główną rolę Grizabelli w musicalu Koty.
W swoim repertuarze ma również obszerny program z piosenkami z Kabaretu Starszych Panów w opracowaniu jazzowym.

## Dyskografia
- Muzyczna Pocztówka z Wrocławia
- Pocztówka do św. Mikołaja
- 1997 − Pięć oceanów, Ocean popielaty, utwór nr 10, Iza Zając, Pieniądze na bilet
- 1999 − Iza sings Duke
- 2001 − Piosenki dla Armstronga
- 2002 − Jazz w Polsce − Antologia, Profesjonaliści 1991-2000, utwór nr 3, Iza Zając & Wojciech Karolak Trio, Don't Wake Me Up
- 2004 − Koty (płyta z muzyką z musicalu)
- 2006 − Jan Kaczmarek, Piosenki Zaśpiewane, Antologia, CD 3, utwór nr 9, Na opatowicką wyspę rejs